# مثانه نوروژنیک
مثانه نوروژنیک (به انگلیسی: Neurogenic bladder dysfunction) یکی از بیماری‌های مثانه است که موجب اختلال در ادرار کردن می‌شود.

## علل
هر شرایطی که سبب اختلال در ارسال پیام آوران و وابران مثانه یا دهانه مثانه شود، می‌تواند باعث ایجاد مثانه نوروژنیک شود. این اختلال، اغلب با بیماری‌های نخاعی (مانند سیرینگومیلیا (به اصطلاح: syringomyelia) / هیدرومایلیا (به اصطلاح: hydromyelia))، آسیب (مثل دیسک‌های فتق) و نقص لوله عصبی از جمله اسپینا بیفیدا همراه است. همچنین ممکن است توسط تومورهای مغزی و سایر بیماری‌های مغز، بارداری و بیماری‌های عصبی محیطی نظیر دیابت، الکل و کمبود ویتامین B12 ایجاد شود.
علاوه بر موارد مذکور، این اختلال یک عارضه رایج از عمل جراحی گسترده در لگن است، مانند حذف تراتوم خاجی-دنبالچه ای (به اصطلاح: sacrococcygeal) و دیگر تومورها.

## تشخیص
تشخیص اختلال نوروپاتیک مثانه، وابسته به شرح حال و معاینه فیزیکی (از جمله نورولوژیک) کامل و همچنین استفاده از تصویربرداری‌های رادیولوژیک (سیستویورتروگرافی ادرار، اوروگرافی ترشحی، اسکن کامپیوتری، تصویربرداری رزونانس مغناطیسی (MRI)، در صورت لزوم)؛ بررسی‌های ارولوژی (سیستوسکوپی، اولتراسوند)؛ بررسی‌های اورودینامیک (سیستومتری، بررسی فشارهای مجرای ادراری، اوروفلوگرافی)؛ و مطالعات نورولوژیک (الکترومیوگرافی).
بیماران باید مجدداً، با پیشرفت بهبودی ارزیابی شوند.

## درمان
روش‌های کاتترگذاری شامل طیفی می‌شود؛ از کاتتریزاسیونِ متناوب که نیازمند هیچ جراحی یا لوازم جانبی متصل به‌طور دائمی نیستند، تا تعبیه استوم (stoma) که به‌طور مستقیم از مثانه خارج می‌شود (میزراه را دور می‌زند (به اصطلاح: bypass)) تا مثانه را خالی کند.
کاتتریزاسیون متناوب استفاده از کاتترهای مستقیم، (که معمولاً یکبار مصرف هستند) چند بار در روز، برای خالی کردن مثانه است. این می‌تواند به‌طور مستقل توسط بیمار یا در صورتی که بیمار فاقد مهارت در مدیریت کاتتر است، با کمک فرد دیگری انجام شود. برای بیماران که قادر به تحمل کاتترهای مستقیم یکبار مصرف نیستند، کاتتر فولی (Foley) این امکان را به آن‌ها می‌دهد تا به‌طور مداوم ادرارشان به یک کیسه استریل که توسط بیمار پوشیده شده، تخلیه شود (کاتتر فولی به کیسه ادرار متصل می‌شود).
درمان‌های دیگر شامل ایجاد یک stoma است که به‌طور دائم برای تعبیه کاتتر آماده است است. این‌ها به عنوان مکانیسم‌های Mitrofanoff شناخته می‌شوند، که یک نمونه از این نوع درمان، ایجاد کیسه ایندیانا (به اصطلاح: indiana pouch) است. علاوه بر آن، یک آگونیست موسکارینی مانند Bethanechol نیز ممکن است به ویژه در دوره پس از زایمان یا بعد از عمل استفاده شود. عملکرد استوما ممکن است با تزریق دوره ای سم بوتولینوم باعث ریلکس شدن یکی از دو اسفنکتر دخیل در پروسه ادرارِ نرمال شود. این اثر با سم بوتولینوم نوع A نسبت به نوع B طولانی‌تر است.